# 拳賽之日
《拳賽之日》（英語：Day of the Fight）是一部2023年的美國劇情電影，由積·赫斯頓首次執導和編劇。本片靈感來自史丹利·寇比力克的1951年紀錄短片《Day of the Fight》，本片的片名也用了那部紀錄短片來命名。主演有米高·彼特、Nicolette Robinson、John Magaro、史提夫·布斯美、朗·柏曼和祖·柏斯。本片於2023年9月5日在第80屆威尼斯影展上首映。

## 劇情
故事講述一位曾經享有盛譽的拳擊手（米高·彼特 飾演）在他出獄後的首場比賽當天，經歷了過去和現在的救贖之旅。

## 演員
- 米高·彼特 飾 Mike Flannigan
- 朗·柏曼 飾 Stevie
- Nicolette Robinson（英语：Nicolette Robinson） 飾 Jessica
- John Magaro（英语：John Magaro） 飾 Patrick
- 祖·柏斯 飾 Tony，Mike的父親
- 史提夫·布斯美 飾 Colm，Mike的舅父
- 阿納托爾·優素福 飾 Saul

## 製作
2022年12月，有公佈本片已在紐約和新澤西開始製作。2023年6月，宣佈主要攝影工作已經完成。
本片演員包括幾位曾出演過HBO電視劇《酒私風雲》，包括彼特、布斯美和優素福，以及在劇中飾演毀容的一戰老兵Richard Harrow的赫斯頓。